# Anklam
Anklam är en stad med omkring 12 400 i Mecklenburg-Vorpommern. Staden var huvudstad i distriktet Ostvorpommern fram till september 2011.

## Geografi
Genom Anklam flyter floden Peene. Fem kilometer öster om staden mynnar den ut i Peenestrom.

## Historia
Innan Anklam blev en tysk stad var den en vendisk boplats. Under 1100-talet bosatte sig tyska nybyggare på platsen och under 1200-talet genomgick orten en betydande ekonomisk och politisk utveckling. Senast år 1292 fick Anklam sina stadsrättigheter och anslöt sig till det mäktiga hanseförbundet i slutet av 1200-talet. Vid denna tid deltog Anklam i handel med Nordeuropa inom förbundet.
Under trettioåriga kriget besattes Anklam av svenska trupper 1630. Efter kriget 1648 hamnade staden i svensk ägo fram till 1720, då halva staden överläts till Preussen. Den norra halvan av staden förblev svensk fram till 1815, då hela staden blev preussisk.
Under 1800-talet grundades bland annat en sockerfabrik, en möbelfabrik och ett skeppsvarv i Anklam och 1863 anslöts Anklam till järnvägslinjen mellan Stralsund och den preussiska huvudstaden Berlin.
Under andra världskriget förstördes Anklams gamla stadskärna. Endast den gotiska Mariakyrkan från 1200-talet och rester av ringmuren förblev oskadda.

## Befolkningsutveckling
Befolkningsutveckling  i Anklam
Källa:,,, 

## Sevärdheter
- Giebelhaus, gotiskt tegelhus från 1451.
- Mariakyrkan, gotisk tegelkyrka från 1200-talet.
- Nikolaikirche, ruin av gotisk kyrka.
- Otto-Lilienthal-Museum, flyghistoriskt museum över flygpionjären Otto Lilienthal (1848–1896), som föddes i Anklam.

## Kända invånare
- Kurt von Briesen (1886–1941), general.
- Johann Franz Buddeus (1667–1779), teolog.
- Ulrich von Hassell (1881–1944), diplomat och motståndskämpe.
- Ludwig von Henk (1820–1894), viceamiral och politiker.
- Uwe Johnson (1934–1984), författare.
- Johann Hermann Kretzschmer (1811–1890), konstnär.
- Otto Lilienthal (1848–1896), flygpionjär.
- Gustav Lilienthal (1849–1933), arkitekt och flygpionjär.
- Günter Schabowski (1929–2015), journalist, östtysk politiker i ledningen för SED.
- Matthias Schweighöfer (född 1981), skådespelare och regissör.
- Maximilian von Schwerin-Putzar (1804–1872), hedersmedborgare i Anklam, preussisk greve och politiker.

## Vänorter
Anklam har följande vänorter:
- Burlövs kommun, Sverige
- Gmina Ustka, Polen
- Heide, Tyskland
- Limbaži, Lettland

## Galleri

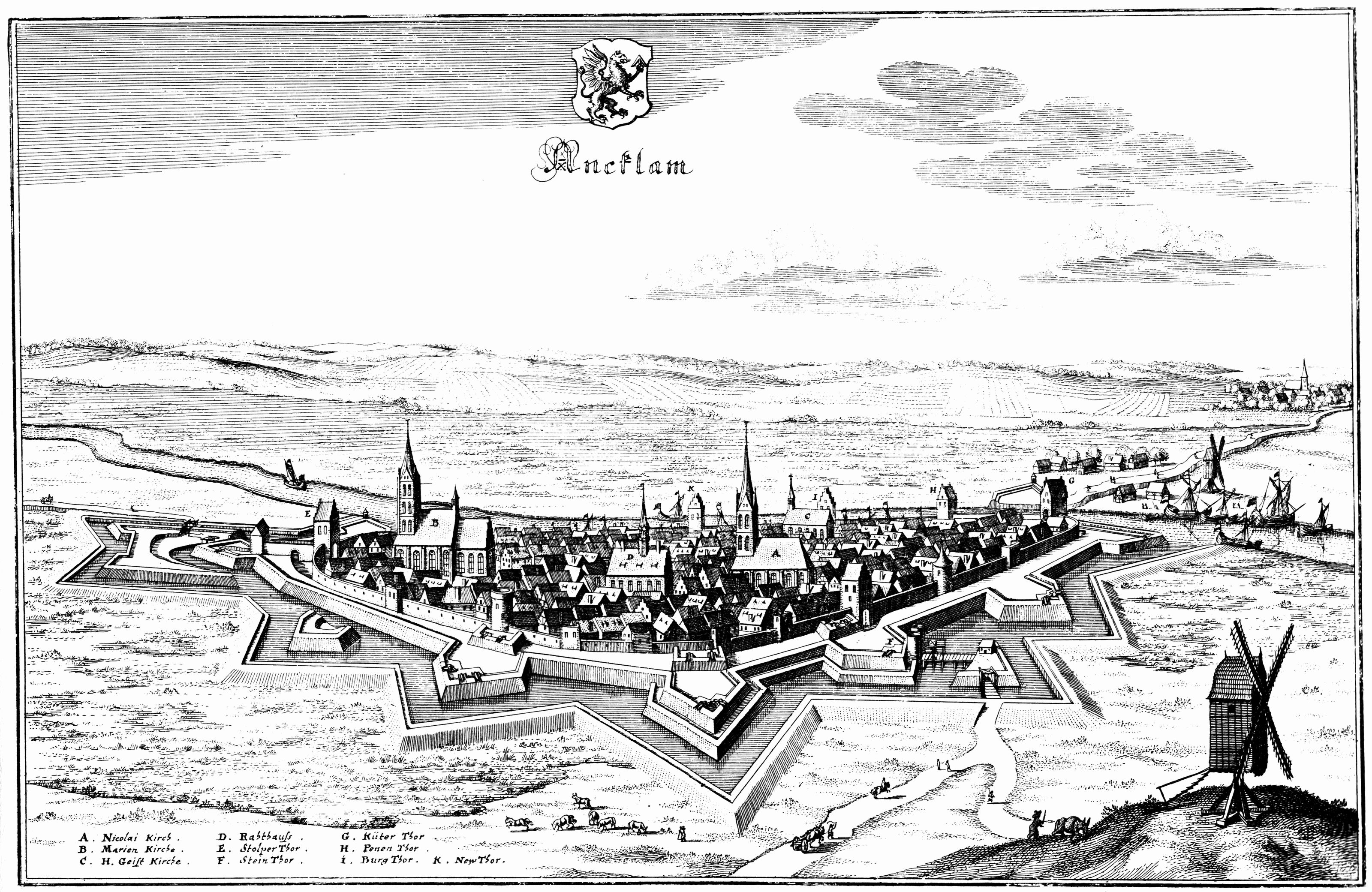
Anklam 1650, kopparstick av Matthäus Merian d.ä.
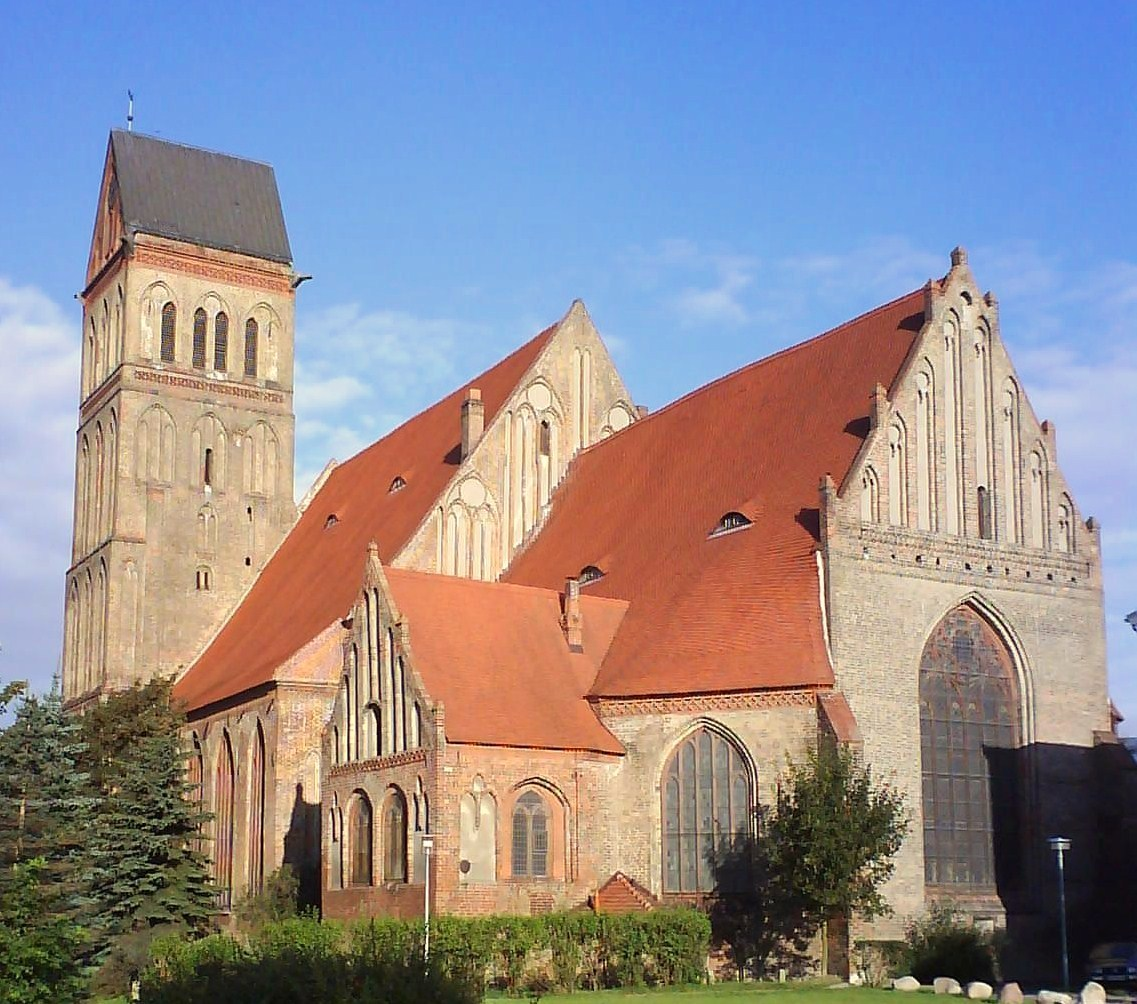
Mariakyrkan i Anklam
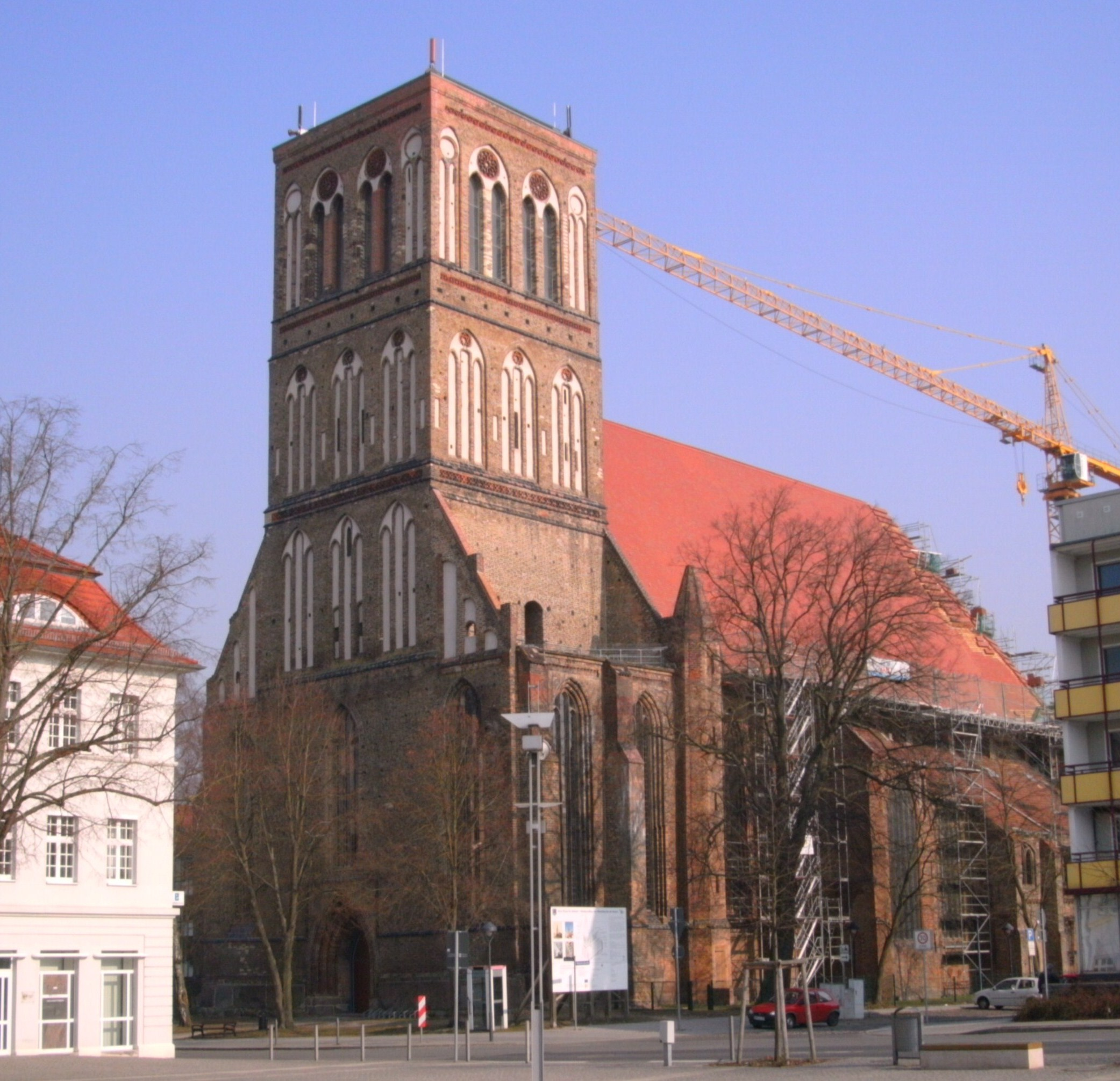
Nikolaikyrkan i Anklam
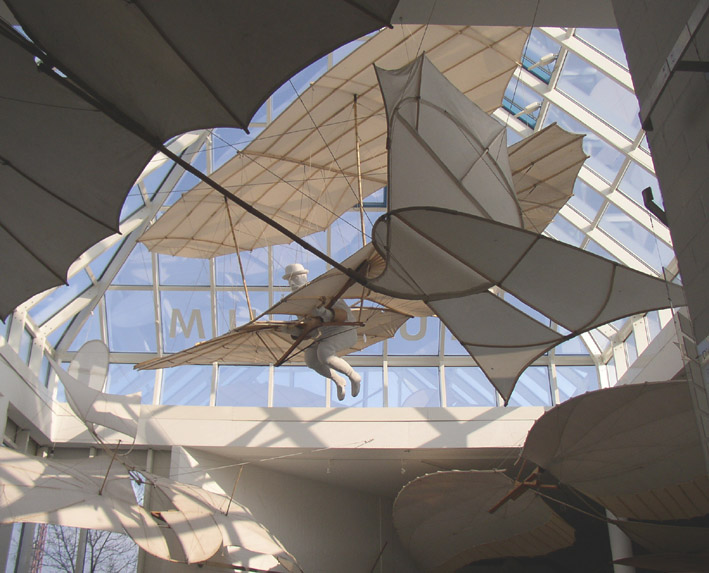
Lilienthalmuseet
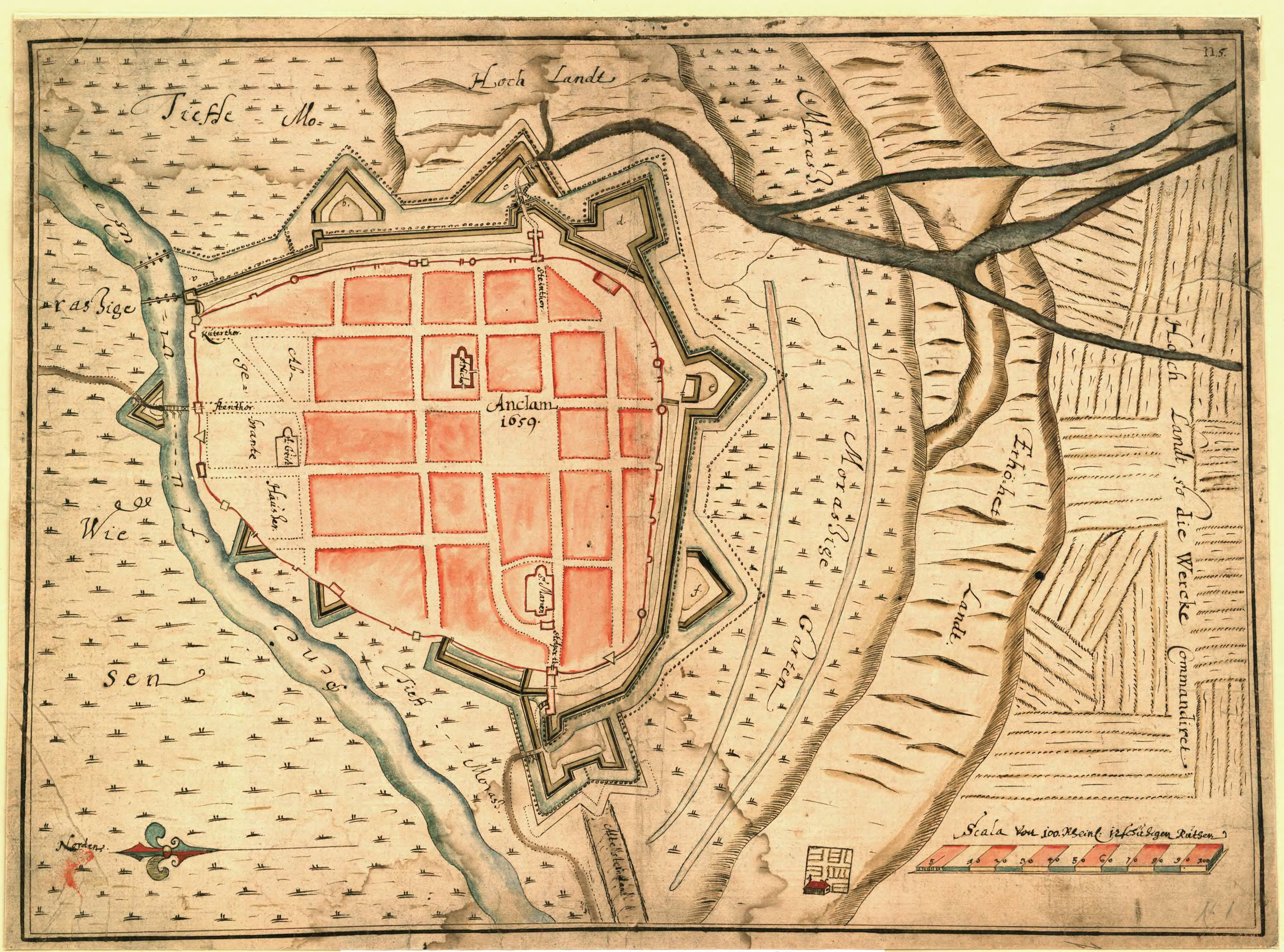
Plan från 1659 över Anklam och dess fortifikationer